# Thierry Orosco
Thierry Orosco, né le 2 juin 1961 à Rabat, est un général français de la gendarmerie nationale. Il commande le Groupe d'intervention de la gendarmerie nationale entre le 30 mars 2011 et le 31 août 2014.

## Biographie
Titulaire d'un DEUG de lettres, d'un brevet technique d'études militaires de la gendarmerie et d'un brevet d'études militaires supérieures, Thierry Orosco suit les cours du Collège interarmées de défense en 1998 et de l'École spéciale militaire de Saint-Cyr.
Successivement commandant de peloton en gendarmerie mobile, officier adjoint au groupe d'intervention de la gendarmerie nationale, commandant de groupement de gendarmerie départementale, il travaille ensuite à l'administration centrale de la gendarmerie comme commandant du bureau organisation, puis de la section études générales à l'administration centrale et chargé de mission au service organisation-emploi.
Commandant en second du groupement de sécurité et d'intervention de la gendarmerie nationale, il est commandant d'un groupement de gendarmerie départementale, chef du bureau défense à l'administration centrale de la gendarmerie. En 2009, il est auditeur au Centre des hautes études militaires (CHEM) et à l'Institut des hautes études de défense nationale (IHEDN).
Commandant en second du Groupe d'intervention de la gendarmerie nationale (GIGN) en août 2009, il en prend le commandement le 30 mars 2011 à la suite du général Denis Favier qui deviendra directeur général de la gendarmerie nationale de 2013 à 2016. Thierry Orosco est élevé aux rang et appellation de général de brigade le 1er juin 2011. Il quitte ses fonctions le 31 aout 2014, Hubert Bonneau lui succédant à la tête du GIGN.

## Distinctions principales
Rubans  :
|  |  |  |
|  |  |  |

 Intitulés  :
- Officier de l'ordre national de la Légion d'honneur (2009)[4]
- Officier de l'ordre national du Mérite
- Croix de la Valeur militaire
- Médaille de la gendarmerie nationale
- Médaille d’Outre-Mer
- Médaille de bronze de la défense nationale

## Médias
- Thierry Orosco fut interviewé en 2010 lorsqu'il était encore adjoint de Denis Favier[5].

- Il est intervenu sur les ondes de France Info le 1er septembre 2011 pour parler de la menace terroriste en France[6].

### Sources
- Nominations des acteurs publics